# Atletica leggera agli XI Giochi panafricani - 5000 metri piani maschili
La specialità dei 5000 metri piani maschili agli XI Giochi panafricani si è svolta il 17 settembre 2015 allo Stade Municipal de Kintélé di Brazzaville, nella Repubblica del Congo.

## Podio
| Oro     | Getaneh Molla Etiopia    |
| Argento | Leul Gebresilase Etiopia |
| Bronzo  | Thomas Longosiwa Kenya   |

## Risultati
| Class   | Nome                     | Nazione            | Tempo    | Note                                     |
| ------- | ------------------------ | ------------------ | -------- | ---------------------------------------- |
| Oro     | Getaneh Molla            | Etiopia            | 13:21.88 | Miglior prestazione personale stagionale |
| Argento | Leul Gebresilase         | Etiopia            | 13:22.13 |                                          |
| Bronzo  | Thomas Longosiwa         | Kenya              | 13:22.72 |                                          |
| 4       | Abrar Osman              | Eritrea            | 13:23.79 |                                          |
| 5       | Victor Kimutai           | Kenya              | 13:24.80 |                                          |
| 6       | Stephen Mokoka           | Sudafrica          | 13:25.03 |                                          |
| 7       | Yasin Haji               | Etiopia            | 13:26.61 |                                          |
| 8       | Aron Kifle               | Eritrea            | 13:26.85 |                                          |
| 9       | Thiery Ndikumwenayo      | Burundi            | 13:27.38 | Miglior prestazione personale stagionale |
| 10      | Teklit Teweldebrhan      | Eritrea            | 13:55.55 |                                          |
| 11      | Hassan Bouh Ibrahim      | Gibuti             | 13:57.13 |                                          |
| 12      | Mohamed Khalid           | Sudan              | 14:09.17 |                                          |
| 13      | Hatusi Mthimchulu        | Lesotho            | 14:10.19 | Miglior prestazione personale stagionale |
| 14      | David Conj Taban         | Sudan del Sud      | 14:23.71 |                                          |
| 15      | Fozi Mohamed Ramadan     | Gibuti             | 14:26.77 |                                          |
| 16      | Emmanuel Bakatukoka      | RD del Congo       | 14:39.70 |                                          |
| dnf     | Youssouf Hiss Bachir     | Gibuti             | dnf      |                                          |
| dnf     | Clement Kemboi           | Kenya              | dnf      |                                          |
| dnf     | Dumisane Hlaselo         | Sudafrica          | dnf      |                                          |
| dns     | Olivier Irabaruta        | Burundi            | dns      |                                          |
| dns     | Tartitius Macaire Namsse | Rep. Centrafricana | dns      |                                          |
| dns     | Rony Ampion              | Rep. del Congo     | dns      |                                          |
| dns     | Steve Guelor Vedze       | Rep. del Congo     | dns      |                                          |
| dns     | Kabelo Lesica            | Lesotho            | dns      |                                          |
| dns     | Crevazio Mpami           | Malawi             | dns      |                                          |
| dns     | Osman Charlley           | Sierra Leone       | dns      |                                          |
| dns     | Ali Udou Hassan          | Somalia            | dns      |                                          |
| dns     | Abdalla Abdel Elmunaim   | Sudan              | dns      |                                          |